# Hartwig Masuch

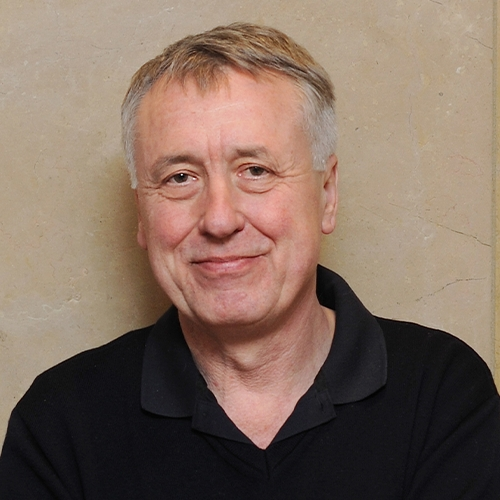
Hartwig Masuch

Hartwig Masuch (* 20. Juli 1954 in Hagen) ist ein deutscher Musikmanager. Als Chief Executive Officer steht er noch bis zum 31. Dezember 2023 an der Spitze von BMG Rights Management, einem Unternehmensbereich von Bertelsmann. Unter seiner Führung entwickelte sich der Musikverlag zu einem international führenden Unternehmen der Musikindustrie. Billboard zählt ihn zu den weltweit einflussreichsten Vertretern der Branche. Masuch war selbst Musiker und Produzent und gilt als ein Wegbereiter der Neuen Deutschen Welle.

## Herkunft
Masuch wuchs in Vorhalle auf. Nach dem Abitur am Fichte-Gymnasium Hagen nahm Masuch im Jahr 1974 ein Studium der Wirtschaftswissenschaften an der Ruhr-Universität Bochum auf. Gleichzeitig war er am Lehrstuhl für Geldtheorie tätig und stand unter dem Pseudonym Christian Schneider als Frontmann der Punk- und New-Wave-Band The Ramblers selbst auf der Bühne. Zur Finanzierung seines Lebensunterhalts arbeitete er zeitweise als Taxifahrer. Im Alter von 20 Jahren unterschrieb Masuch seinen ersten Plattenvertrag. 1980 beendete er das Studium ohne Abschluss, um sich auf seine Karriere als Musiker zu konzentrieren.
Masuch gründete mit Ulrich Wiehagen den Wiehagen & Masuch Musikverlag, nahm als erste Künstler The Stripes (mit ihrer Sängerin Nena) unter Vertrag und produzierte unter anderem das Debütalbum von Extrabreit. Seither gilt er als ein Wegbereiter der Neuen Deutschen Welle. Später gründete er sein eigenes Musiklabel und verantwortete Hits wie „Neue Männer braucht das Land“ von Ina Deter, bevor er es 1984 verkaufte.

## Karriere
1985 kam Masuch als General Manager Repertoire zu Warner Music Publishing. Nach zwei Jahren wurde er in die Position des General Manager & Vice President Creative Affairs befördert. In dieser Zeit nahm er national und international erfolgreiche Bands unter Vertrag. Im Jahr 1991 wechselte Masuch als Managing Director & Senior Vice President zu BMG Music Publishing, einer Tochtergesellschaft von Bertelsmann. Dort war er maßgeblich für die Geschäfte in Deutschland, Österreich und der Schweiz verantwortlich. Vor dem Hintergrund des Verkaufs von BMG Music Publishing an Universal Music verließ Masuch das Unternehmen im Jahr 2007. Fortan beriet er Bertelsmann bei der Trennung von Sony BMG und der Neuordnung der Aktivitäten in der Musikindustrie.
Masuch koordinierte die Verwaltung und Vermarktung der im Konzern verbliebenen Musikrechte an Werken von rund 200 europäischen Künstlern. Der Katalog bildete den Grundstein für die Gründung von BMG Rights Management im Jahr 2008. Masuch führte von Beginn an die Geschäfte und positionierte das Unternehmen als nach eigenen Angaben fairen und serviceorientierten Dienstleister für Künstler. Außerdem setzte er auf eine digitale Vermarktung, insbesondere über Streamingdienste. Mit Unterstützung von Thomas Rabe, Vorstandsvorsitzender von Bertelsmann, organisierte Masuch die temporäre Beteiligung des Finanzinvestors KKR. Dieser finanzierte in den Jahren 2009 bis 2013 die internationale Expansion und die zahlreichen Akquisitionen von BMG Rights Management.
Seit 2013 gehört Masuch dem Group Management Committee von Bertelsmann an. Es handelt sich um das oberste Führungsgremium unterhalb des Vorstands.

## Kritik
Die Echoverleihung 2018 wurde von einer Kontroverse um antisemitische Texte von Kollegah und Farid Bang überschattet. Auch Masuch musste sich für die Veröffentlichung des betreffenden Albums bei BMG Rights Management rechtfertigen. Er betonte den Grundsatz der künstlerischen Freiheit, den das Unternehmen ernst nehme. BMG Rights Management beendete die Zusammenarbeit mit beiden Rappern und initiierte eine Kampagne gegen Antisemitismus.